# Лапас
Ла̀пас (на гръцки: Λάπας) е гръцки хайдутин (клефт) от XVIII век.

## Биография
Лапас е роден в македонската паланка Литохоро, която тогава е в Османската империя. Става хайдутин и подвойвода на Панос Зидрос в Олимп. Организира собствена хайдушка чета заедно с Трипсас. По време на Орловото въстание заминава за Аспропотамос, което така наплашва властите, че султанът заповядва да го отведат в Цариград. Лапас се укрива у един албанец в Тесалия, но е предаден на пашата в Янина. Докато е откарван с Трипсас към Янина обаче е освободен от чета сулиоти, начело с Георгиос Боцарис. Лапас продължава с хайдутската си дейност и е преследван от властите. Загива в 1785 година в Пинд, близо до Гревена.